# Der Gross méchant loup
Pour plus de détails, voir Fiche technique et Distribution.
Der Gross méchant loup (Blitz Wolf) est un court-métrage d'animation américain produit par Fred Quimby, directeur de la branche animation de la Metro-Goldwyn-Mayer, parodiant Adolf Hitler. Il fut réalisé par Tex Avery. Il fut nommé dans la catégorie Oscar du meilleur court-métrage d'animation.
Ce dessin animé est une parodie de l'histoire bien connue des Trois Petits Cochons, produit dans le ton de la propagande anti-nazis de la Seconde Guerre mondiale. Dans ce dessin animé, les cochons partent en guerre contre Adolf le Loup (sous les traits d’Adolf Hitler), qui menace d'envahir Cochonland (Pigmania dans la version américaine). Les deux cochons qui construisent leurs maisons en paille et en bois déclarent qu'ils n'ont pas besoin de prendre des précautions contre le loup puisqu'ils ont signé un Pacte de non-agression avec lui. Le cochon qui construit sa maison en pierre, le Sergent Pur Porc (Sergeant Pork dans la version américaine) prend ses précautions et renforce sa maison avec un puissant dispositif de défense composé de barbelés, de bunkers, d'obusiers et de tranchées.

## Synopsis
Avant le début du dessin animé, un message d'avertissement stipule que la ressemblance entre Adolf Loup et Adolf Hitler est purement intentionnelle, bien que les véhicules soient fictifs.
Une voix off annonce le début : « Il était une fois, trois petits cochons », alors que le premier petit cochon fait une maison en paille. On entend des coups de marteau ; c'est le deuxième petit cochon qui construit  une maison en bois. La voix off dit : « mais le plus malin des trois fit la sienne en ...», révélant la maison de pierres et de briques du troisième petit cochon, le Sergent Pur Porc. Ce dernier l'a renforcée, ayant installé des bunkers et des barbelés accompagnés de canons, et creuse une tranchée. Ses frères se moquent de lui en chantant « Ça y'est, t'es un soldat! Fini de gambader! Tu creuses des tranchées ! Ça y'est, t'es dans l'armée ! ». Pur Porc leur dit de cesser leurs âneries et de se mettre au travail ; il leur propose d'acheter des bons de soutien du programme de défense nationale pour cueillir le Grand méchant loup, avant de leur montrer le journal de guerre. Sur la couverture, il est écrit : « Le loup prêt pour la guerre éclair. L'Oncle Sam déclare : "S'il le fait, c'est le martinet.», et un plan d'invasion de Cochonland est marqué en dessous. Ses frères, Blanc Porc et Cru Porc, pensent qu'il ne leur fera jamais de mal parce qu'il a signé un traité de non-agression. Il y est écrit : « Mes chers et tendres petits voisins que j'aime, c'est la vérité vraie et je m'y tiendrai. Jamais, je le promet, je ne vous envahirai. De votre sécurité, je me porte garant. Signé : Adolf Loup, colossal méchant. ». Pur Porc, flairant le piège, déclare que le traité est « bon à emballer le poisson ».  
C'est alors qu'un grondement écrasant se fait entendre dans les bois : l'armée d'Adolf Loup arrive. Parmi les nombreux tanks, certains ont des canons lance-flammes ; le pilote de l'un d'eux lève un panneau où il est écrit « Je ne veux pas mettre le monde à feu et à sang ». Sortant la tête de sa jeep blindée, Adolf Loup se lèche les babines à l'idée du festin qu'il va faire avec la guerre. Il brise ensuite le quatrième  mur en montrant au public une pancarte où il est écrit « Sifflez tant que vous voudrez, je m'en fiche!  » , avant de se prendre une tomate en pleine poire. Après s'être nettoyé, il s'avance vers la maison de paille dans un mélange de marche sur la pointe des pieds et de salut militaire tambours battant. Il clame à Blanc Porc : « Ouvre moi la porte, Ichnitzel. Je vais Huffen und Suffen [...] Je ferai sauter das maison ». Le petit cochon tente de lui rappeler le traité, mais Adolf, dans un grand éclat de rire, fait savoir qu'il revient sur sa parole. Le loup revient avec le tank Der Machine à Huffen und Suffen; heureusement, Blanc Porc parvient à s'échapper avant que l'appareil n'ait soufflé la maison de paille. Il prévient Cru Porc de l'attaque, et tous deux s'enfuient alors qu'un tank lance-flammes réduit la maison de bois en cendres. Ils se réfugient en trombe dans la maison de briques de leur frère. Les trois petits cochons font alors tonner les canons, marquant la riposte.  
Adolf avance en tank, traversant au passage une mare de boue. Soudain, un obus ennemi ouvre le couvercle de son tank et y entre. Le loup a tout juste le temps d'aller se réfugier dans une tranchée avant que l'engin n'explose en boîtes de conserve. À bord d'un B-19 1/2, Blanc Porc largue une bombe hurlante qui envoie Adolf sur un canon. Après s'être pris des tirs en rafales, se croyant indemne, celui-ci nargue les cochons en chantonnant : « Manqué, c'est manqué, vous ne m'avez même pas touché », jusqu'à que la lampe révèle les trous dans son corps.  
Plus tard, les trois petits cochons arment un canon extra long et tirent. De son côté, Adolf tire un bon coup de canon format king size bien bruyant. Cru Porc neutralise les obus avec un magazine coquin. Un canon tombe à plat; heureusement, Pur Porc lui donne des vitamines. Le canon, retrouvant la pêche, tire à vitesse grand V. Au milieu de la bataille, Adolf reçoit un appel de son épouse, Eva. Cru Porc, aux commandes d'un B-6 7/8, en profite pour lui brûler le pied avec une bombe incendiaire.    
Le loup revient à la charge, pilotant un bombardier Schtonka Bomber P-U. Malheureusement pour lui, les trois petits cochons l'ont repéré à l'aide d'un détecteur sonore. Ils déploient alors leur arme secrète : un canon géant tirant d'un coup des milliers d'obus chargés de bons de la défense. Adolf, éjecté de son avion, chute vers le sol, suivi par une bombe. Il brise le quatrième mur en disant : « Prévenez le docteur Kildar ! » avant d'être emporté par l'explosion. Se rendant compte qu'il est au cœur de l'enfer, il se demande : « Où suis-je? Ai-je été envoyé en...? ». C'est alors qu'un groupe de démons lui répond, le sourire aux lèvres : « Aah, c'est possible. ».    
Le message de fin encourage les résistants à soutenir l'effort de guerre pour descendre Hitler.

## Fiche technique
- Titre original : Blitz Wolf
- Titre français : Der Gross méchant loup
- Réalisateur : Tex Avery
- Scénariste : Rich Hogan
- Animateurs : Ray Abrams, Irven Spence, Preston Blair, Ed Love et Bernard Wolf (artiste agencement non crédité)
- Musicien : Scott Bradley
- Producteur : Fred Quimby pour la Metro-Goldwyn-Mayer (Studio d'animation) (non crédité)
- Distribution : Métro-Goldwyn-Mayer
- Genre : Comédie, animation, guerre
- Pays :  États-Unis
- Format : Couleur (Technicolor) - 1,37:1 – Monophonique
- Durée: 9 minutes et 50 secondes
- Date de sortie : 22 août 1942

## Distribution

### Version originale
- Pinto Colvig : Sergeant Pork (voix, non crédité)
- Frank Graham : Le narrateur (voix, non crédité)
- Bill Thompson : Adolf Wolf (voix, non crédité)

### Version française
- Patrick Guillemin : Sergeant Pork, Adolf Wolf

## Autour du film
- Il s'agit du premier cartoon de Tex Avery pour la MGM, et également le premier court-métrage pour les animateurs Preston Blair et Ed Love (Love est arrivé à la MGM avec Kenneth Muse juste après la grève des studios Disney de 1941).
- Le rugissement du Lion de la MGM est sur la musique de Hold That Tiger.
- Pour ses diffusions récentes à la télévision ou dans le coffret DVD de 2003 "Tex Avery", ce court-métrage a été censuré de la partie faisant référence au raid de Doolittle sur Tokyo (lorsque le très long canon des trois petits cochons a tiré un obus qui atteint et pulvérise Tokyo, une pancarte où est écrit "Doolittle Dood It!" s'est plantée dans l'eau.)
- Dans la version américaine du court-métrage, la voix d'Adolf le Loup fut doublée par Bill Thompson, qui fera par la suite la voix de Droopy. Quant à Pinto Colvig, il y joue le même rôle que dans Les Trois Petits Cochons.

- Au début, les deux petits cochons chantent au Sergent Pur Porc :

Ça y est t'es un soldat,
Fini de gambader,
Tu creuses des tranchées,
(pause et image figée)
Ça y est t'es dans l'armée!
Ce qui dans la version américaine donne :
You're in the Army Now,
You're Not Behind the Plow,
You're Diggin' a Ditch,
(pause et image figée),
You're in the Army Now!
La pause fut insérée pour remplacer la réplique You, son of a bitch, ce qui aurait été inapproprié pour un court-métrage à l'époque. Cela ressemble à un gag du cartoon The Draft Horse de la Warner Bros.
- La plupart des scènes ne ressemblent pas toutes à celles de la Seconde Guerre mondiale. Les tranchées, par exemple, rappellent la Première Guerre mondiale.
- Alors que les chars d'assaut déferlent sur Cochonland un petit engin blindé, avec inscrit Good Humor sur les flancs (ce qui fut prononcé "Crème glacée" dans la version française par le narrateur) et ayant la musique d'un camion de marchand de glace, traverse le champ de bataille. Il s'agit là d'un gag similaire à celui employé dans le court métrage Bugs Bunny Nips the Nips.
- Alors qu'un groupe de chars d'assaut équipés de lance-flamme avance, l'un lançant une toute petite flamme ouvre son écoutille pour laisser sortir une pancarte avec écrit: I Don't Want to Set the World on Fire, ce qui fut prononcé dans la version française par un narrateur imitant l'accent allemand et disant : "Je ne veux pas mettre le monde à feu et à sang".
- Quand la maison de paille est soufflée, une pancarte apparaît avec écrit Gone with the wind (ce qui fut prononcé "Autant en emporte le vent" par le narrateur dans la version française) suivi par une autre pancarte en forme de flèche pointée vers la première avec écrit  "Corny gag, isn't it?" (ce qui fut prononcé "Ringard le gag, non?" par le narrateur dans la version française).
- Lorsque les deux petits cochons se réfugient chez le Sergent Pur Porc, on peut lire sur la plaque à gauche de la porte "No dogs allowed" où le mot dog fut rayé et remplacé par Japs, allusion très claire à la Guerre du Pacifique. Pour les diffusions récentes à la télévision ou dans le coffret DVD de 2003 "Tex Avery", le Japs est peinturluré, de sorte que l'on voit pas la "rectification", et le narrateur traduit "Interdit aux chiens gammés" bien que les sous-titres (sans doute car ayant été effectués avant la censure) traduisent "Interdit aux japonais".
- Vers le milieu du cartoon, le Sergent Porky parvient à empêcher un obus de s'abattre sur sa position en lui montrant le contenu (non visible par les spectateurs) d'un exemplaire du magazine Esquire avec en couverture une pin-up.